# Lithocarpus rufus
Lithocarpus rufus là một loài thực vật có hoa trong họ Cử. Loài này được (Koidz.) A.Camus mô tả khoa học đầu tiên năm 1931.